# 须水县
须水县，中国唐朝古县名。
唐高祖武德四年（621年）分管城县置须水县，治所在今河南省荥阳市东须水镇，一说郑州市中原区须水镇。属管州。唐太宗贞观元年（627年）废管州和须水县。须水县之地归属于管城县，管城县属于郑州。